# Alto da Bandeira
O Alto da Bandeira foi um local estratégico em Vila Nova de Gaia, de grande importância durante o Cerco do Porto (1832-1833), episódio de importância basilar das Guerras Liberais.

O Alto da Bandeira fica na confluência das freguesias de Santa Marinha e de Mafamude. Aquela zona é actualmente ocupada pela Rua do Marquês de Sá da Bandeira e pelo Largo dos Aviadores, assim chamado em homenagem a Gago Coutinho e Sacadura Cabral, autores da primeira travessia aérea do Atlântico Sul.

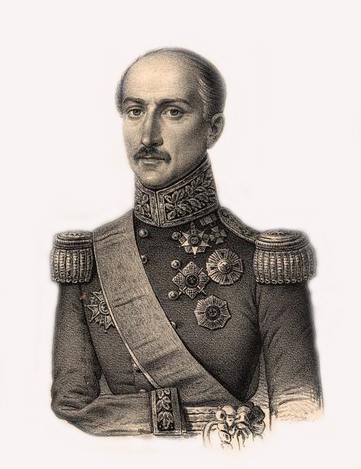
Bernando de Sá Nogueira, 1.º Marquês de Sá da Bandeira

Durante o Cerco do Porto, a 8 de Setembro de 1832, os miguelistas procuraram com um duro ataque apoderar-se do reduto da Serra do Pilar, na margem do sul do Douro. Bernardo de Sá Nogueira de Figueiredo comandava as tropas que defenderam energicamente as posições de Vila Nova de Gaia. Foi então que, no sítio chamado Alto da Bandeira, Sá Nogueira foi ferido com uma bala no braço direito mas continuou a resistência durante o resto do dia, até que o braço, entretanto, gangrenara, e acabou por lhe ser amputado.
Pela heroicidade demonstrada, Sá Nogueira ganharia a alcunha do Sá da Bandeira, e seria, a 4 de Abril de 1833, agraciado com o título de 1.º Barão de Sá da Bandeira, logo de seguida, a 1 de Dezembro de 1834, 1.º Visconde de Sá da Bandeira e, mais tarde, a 3 de Fevereiro de 1864, 1.º Marquês de Sá da Bandeira, em lembrança do fatídico Alto da Bandeira.